# Ostroh
Ostroh (Oekraïens: Острог, uitspraak 'astróg') is een stad in de oblast Rivne, in het noordwesten van Oekraïne. De stad is gelegen aan de rivier de Horin en ligt op 7 kilometer van de kerncentrale Chmelnitski.

## Geschiedenis
Volgens de legenden werd Ostroh al in de 7e eeuw gesticht, maar pas in 1100 wordt het in documenten genoemd.
In 1576 stichtte vorst Constantijn Vasily de academie in Ostroh en verzamelde hij er prominente geleerden en leraren.
Jan Karol Chodkiewicz is begraven in Ostroh.

### Eerste Wereldoorlog en het interbellum
Gedurende de Eerste Wereldoorlog en de chaotische periode daarna, was het kort onder Duitse, Oekraïense, Bolsjewiekse en Poolse heerschappij. In 1921, na het einde van alle conflicten kwam Ostroh, in overeenstemming met de uitkomst van de Vrede van Riga, onder Pools bestuur. Gedurende het interbellum zou Ostroh Pools blijven.